# روبرت فن ده واله
روبرت فن ده واله (انگلیسی: Robert Van de Walle؛ زادهٔ ۲۰ مهٔ ۱۹۵۴) جودوکار اهل بلژیک بود.
وی در مسابقات کشوری و بین‌المللی در مجموع برندهٔ ۴ مدال طلا، ۷ مدال نقره، ۱۵ مدال برنز شده‌است.